# Ликийцы

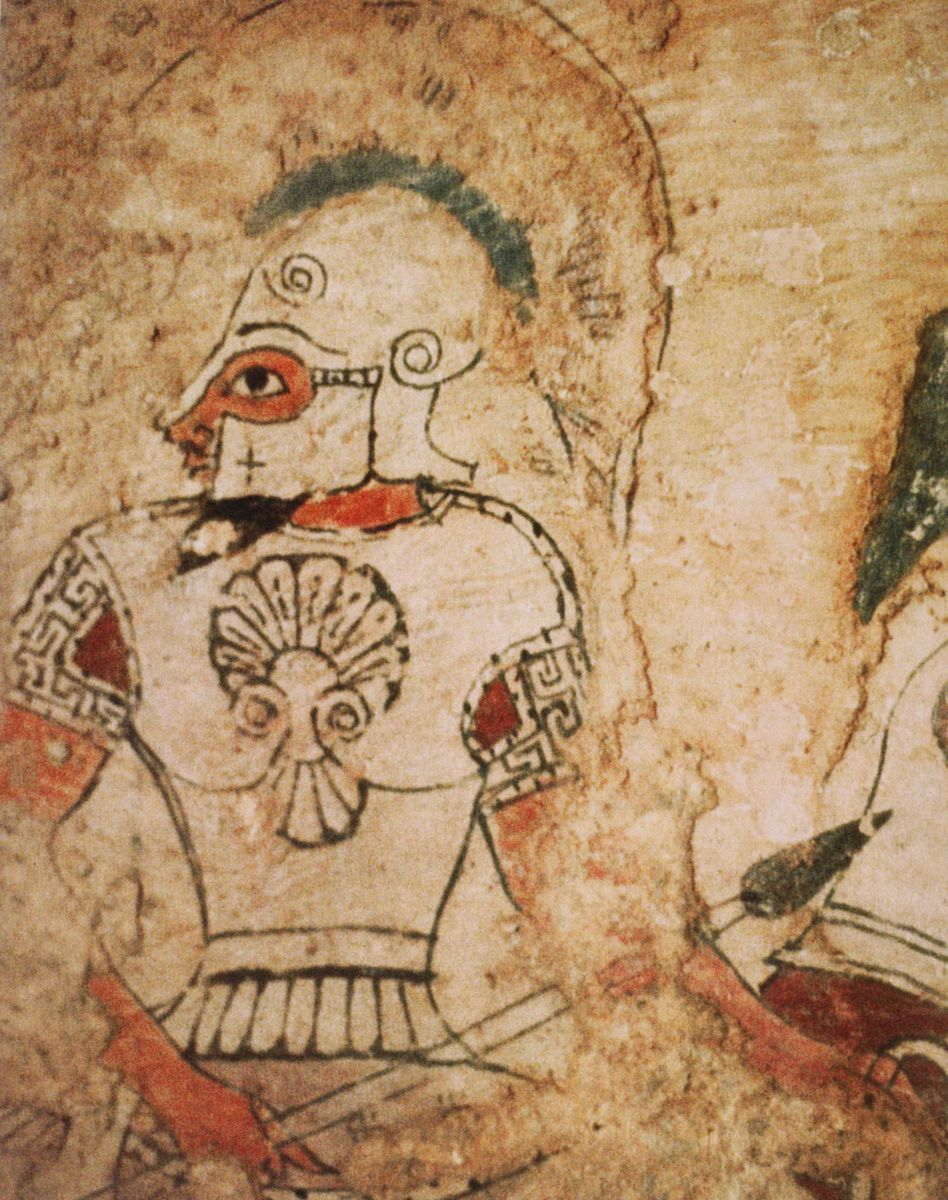
Ликийский воин на фреске, написанной в Архаическом греческом стиле, 6 век до н.э.

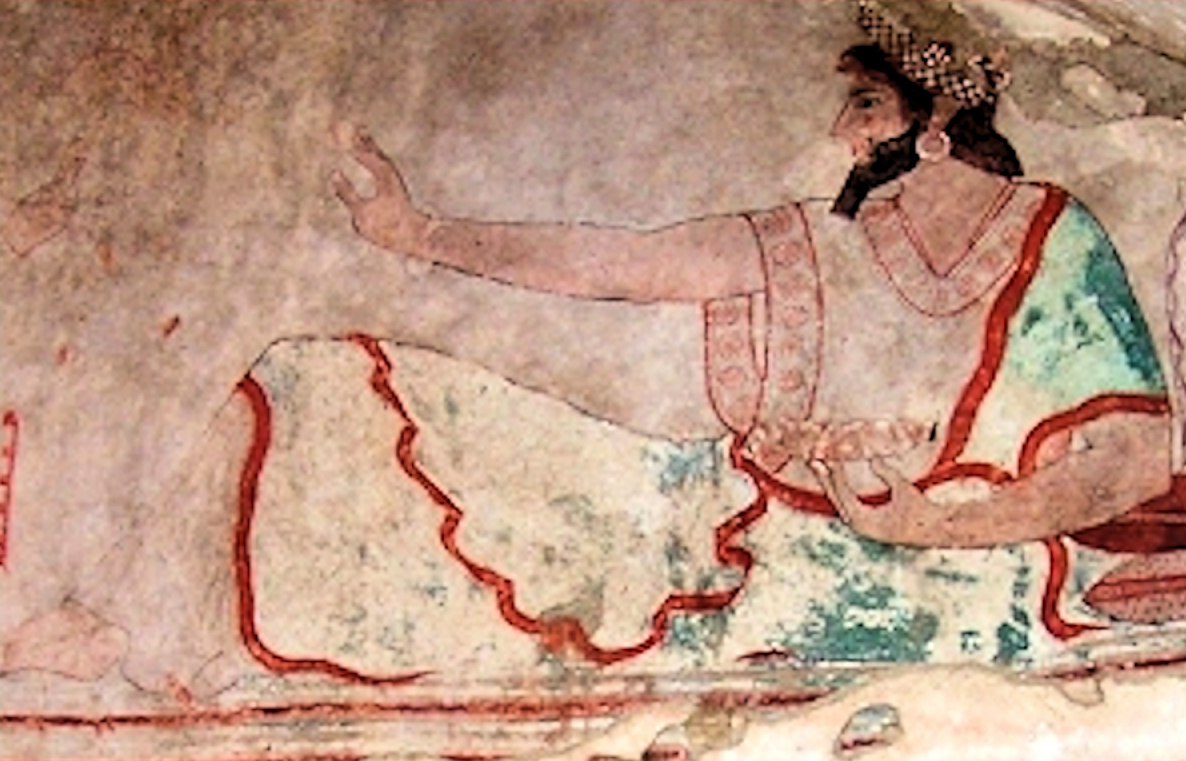
Ликийский сановник, 470 год до н.э.

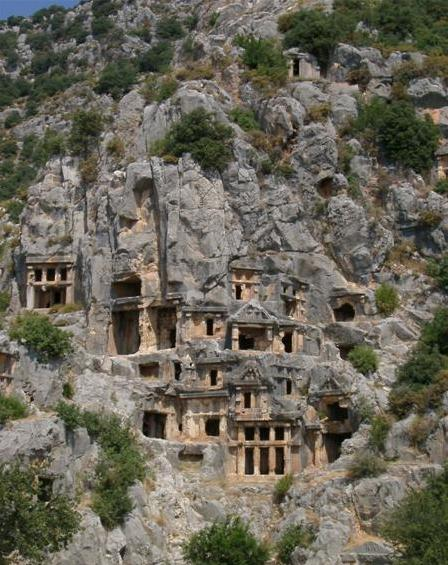
Скальные гробницы в Мире

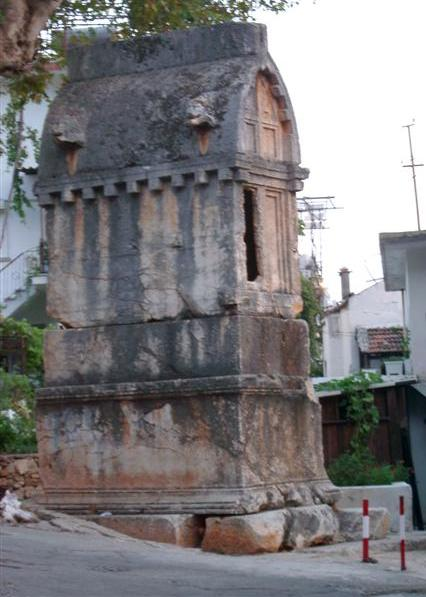
Ликийский саркофаг в г. Каш

Ликийцы (греч. Λύκιοι) — народность, жившая на юго-западном побережье Малой Азии в 1-м тысячелетии до н. э. От них получила название территория Ликия. Ряд историков отождествляет их с термилами — переселенцами с Крита. Ассимилированы частично греками, частично персами.
Ликийский язык относился к анатолийским языкам и был близким родственником лувийского языка.
Как выглядели ликийцы, можно судить по барельефам, сохранившимся около высоко расположенных и труднодоступных скальных гробниц в столице Ликии - Мире

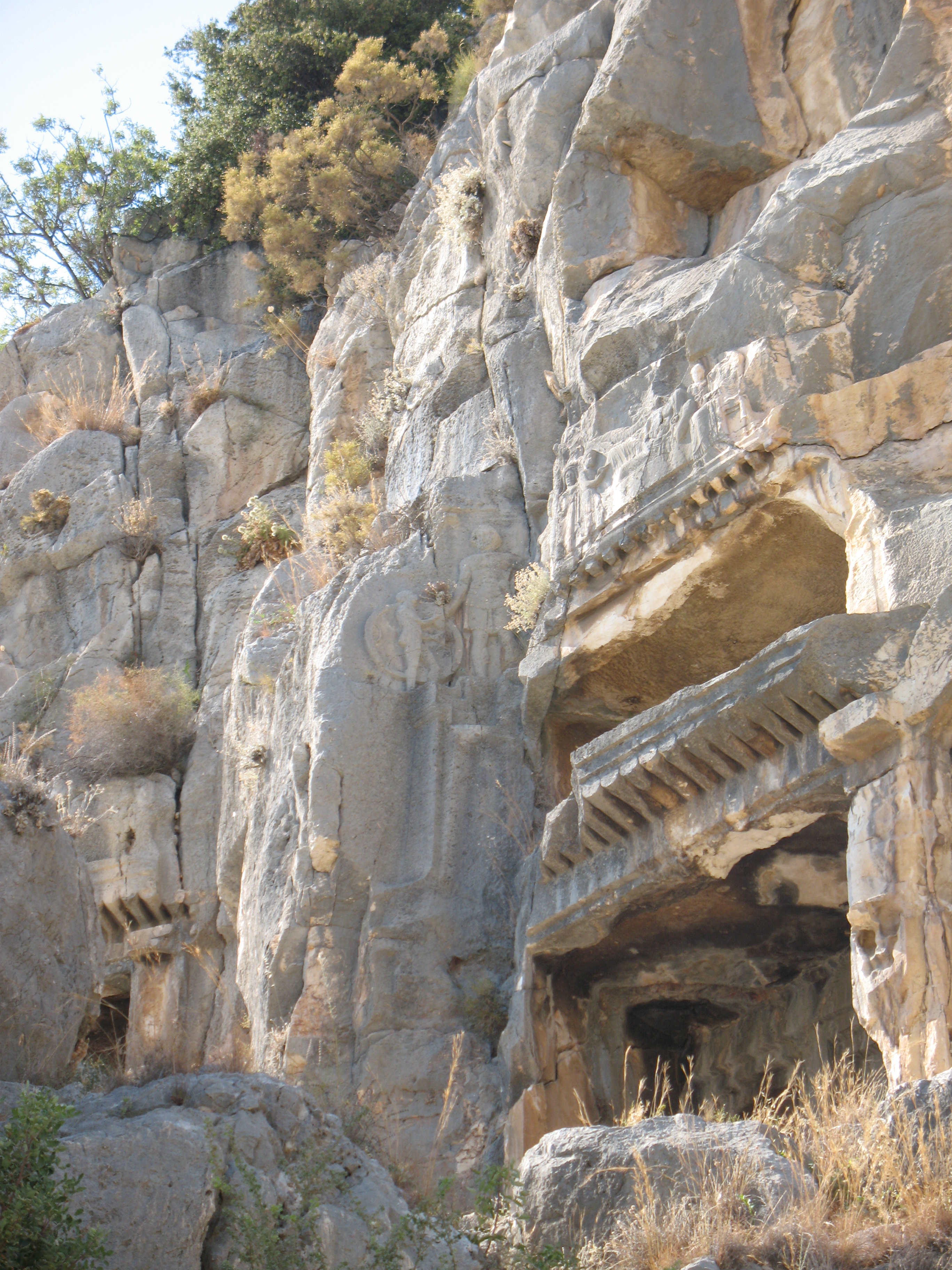
Высеченные в скале гробницы в Мире.
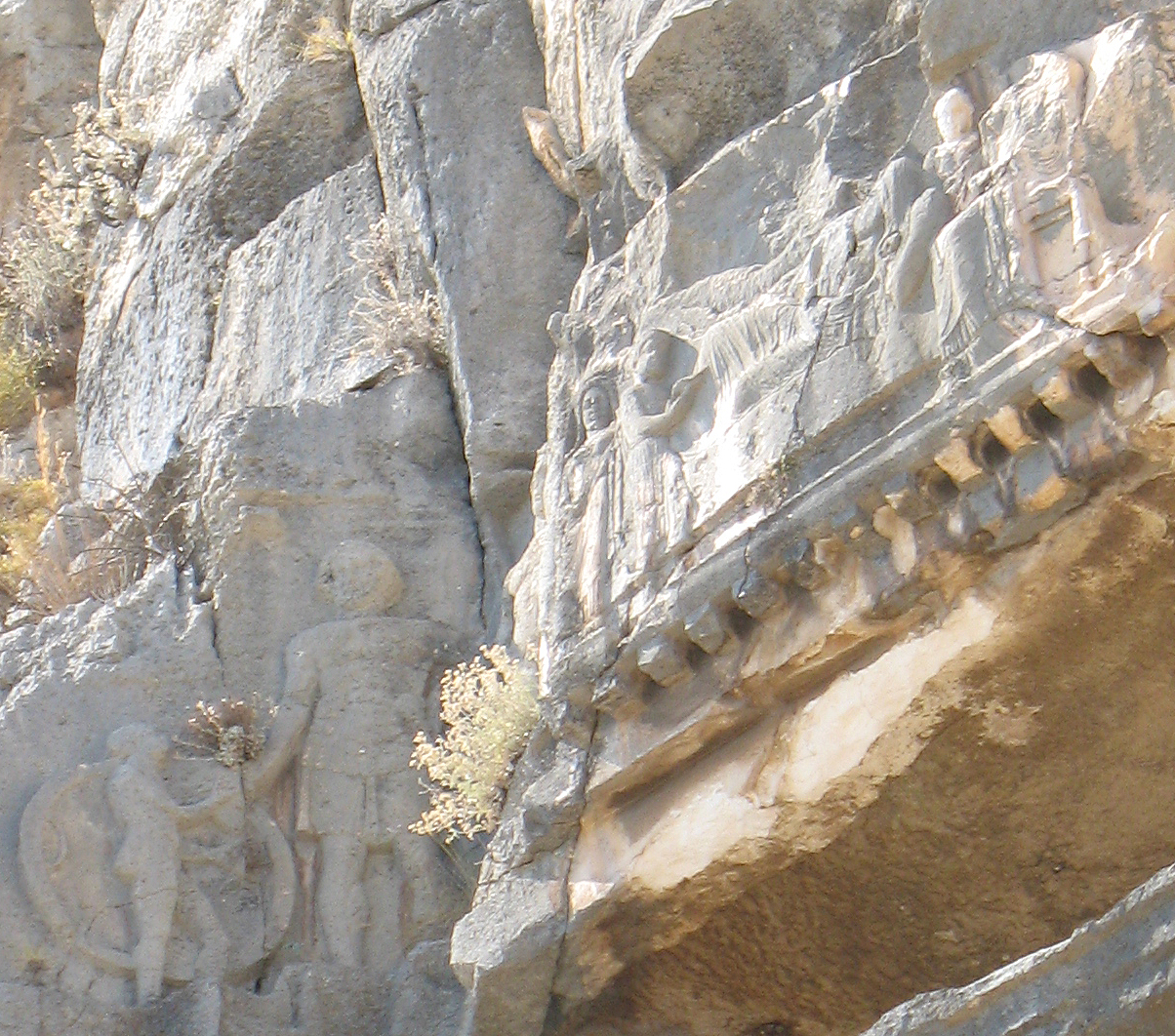
Трудноразличимые с земли барельефы.
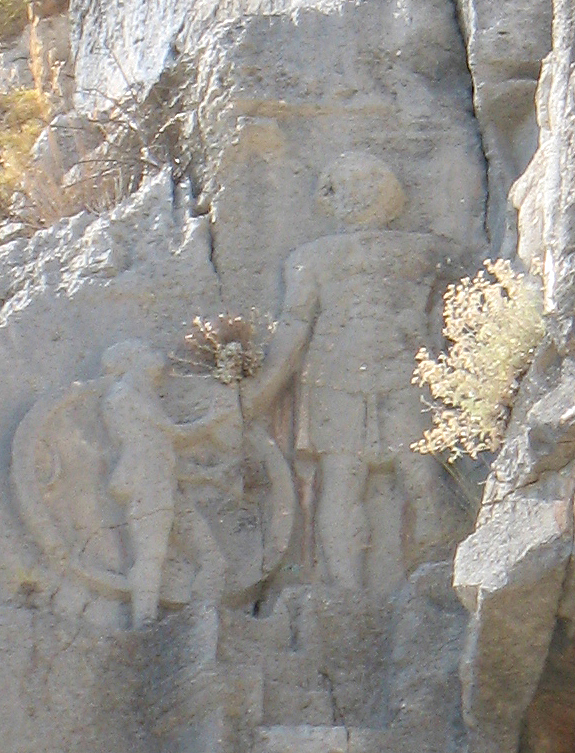
Воин и сын, который наследует щит отца.
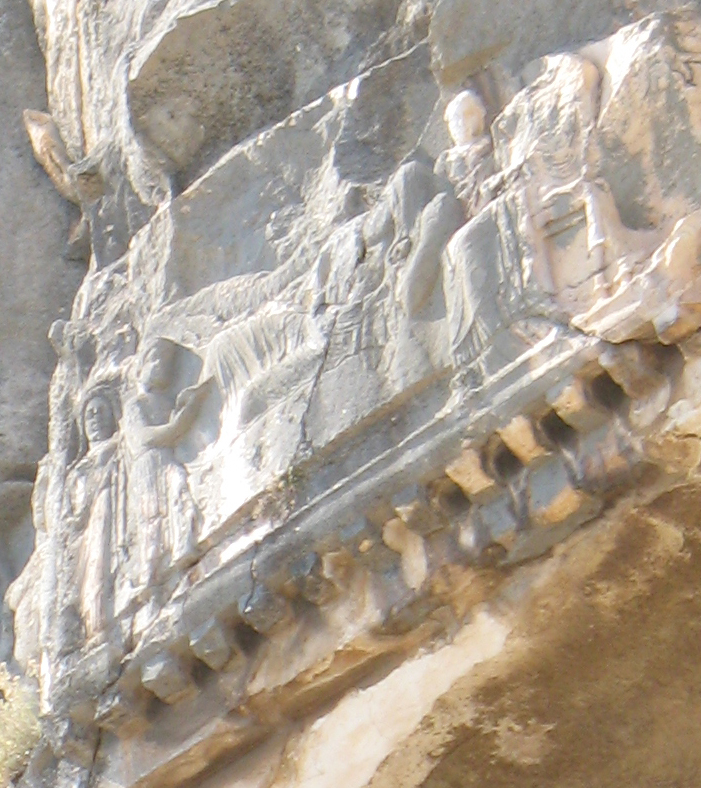
Церемония погребения.